# Дзакими (замок)
Дзакими (яп. 座喜味城 дзакимидзё:) — рюкюский замок, расположенный в Йомитане в префектуре Окинава. Является характерным замком-святилищем гусуку. Сам замок находится в руинах но его стены и фундамент восстановлены. В 2000 году замок был включён в список всемирного наследия ЮНЕСКО как один из памятников государства Рюкю.

## История замка

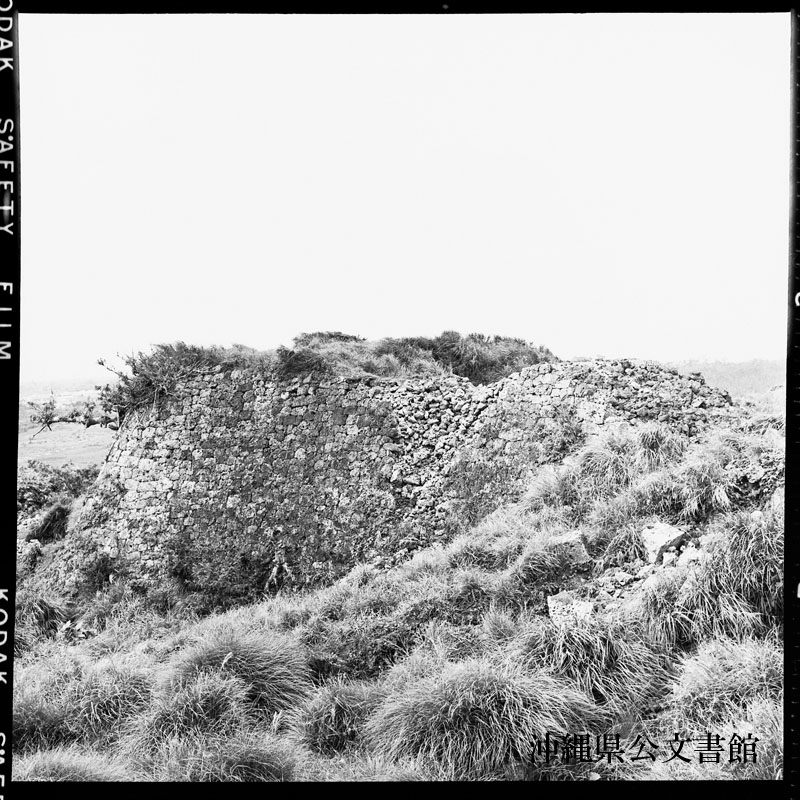
Руины замка в 1957 году

Замок был построен в периоде между 1416 и 1422 годами известным генералом Госамару. В создании замка принимали участие даже рабочие с островов Амами.
Дзакими построен на холме высотой 125 метров из известняка и древесины, при его возведении использовались материалы близлежащего замка Ямада. Из Дзакими открывается вид на северную часть главного острова Окинава. Крепость имеет два внутренних двора, вход в каждый из них оформлен арочными воротами. Это первые каменные арочные ворота с типичной замковой кладкой Рюкю.
До и во время Второй мировой войны замок использовался японцами как огневая точка. После войны там располагалась радиолокационная станция американских войск, во время строительства которой были разрушены некоторые стены, которые затем восстановили.
В 1956 году правительство Японии объявило замок национальным достоянием. В 1973 году Ассоциация по правам культуры провела раскопки и ремонт стены. Замок Дзакими и другие замки Окинавы были включены ЮНЕСКО в список Всемирного наследия в ноябре 2000 года. В 2017 году замок вошёл в список «100 красивейших замков Японии». В настоящее время замок работает как музей, посещение свободное кроме понедельника и новогодних выходных.

## Галерея

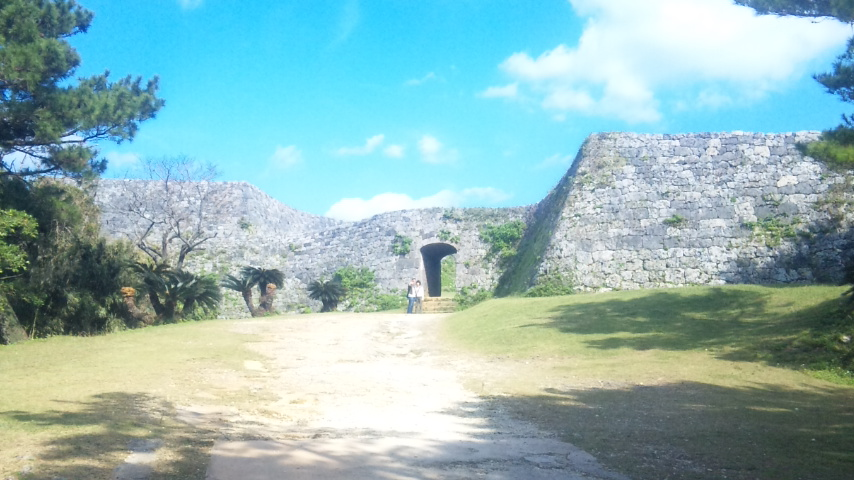
Каменные ворота
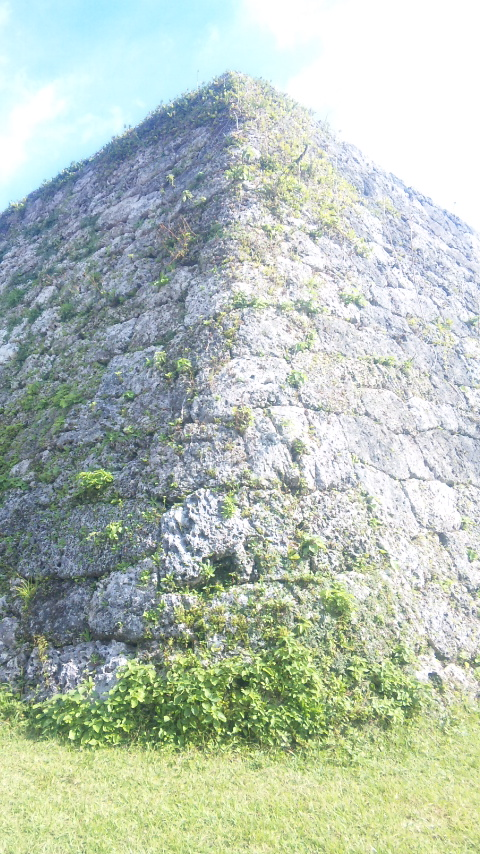
Стена замка
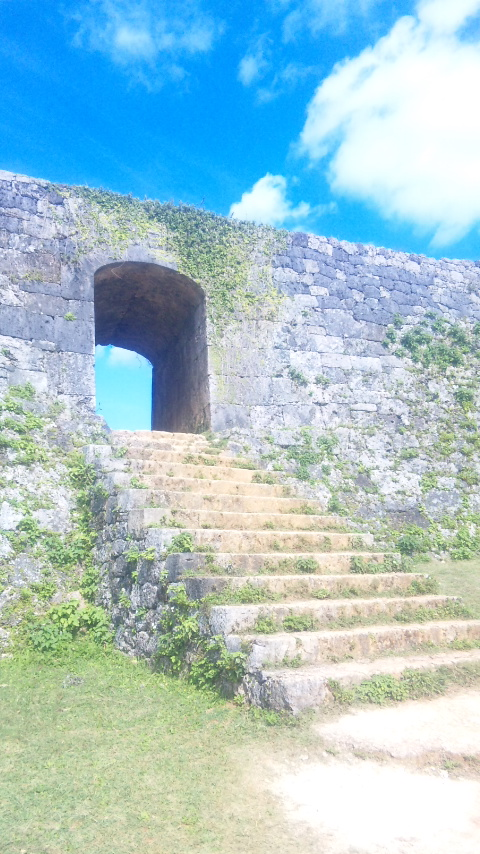
Лестница к воротам замка
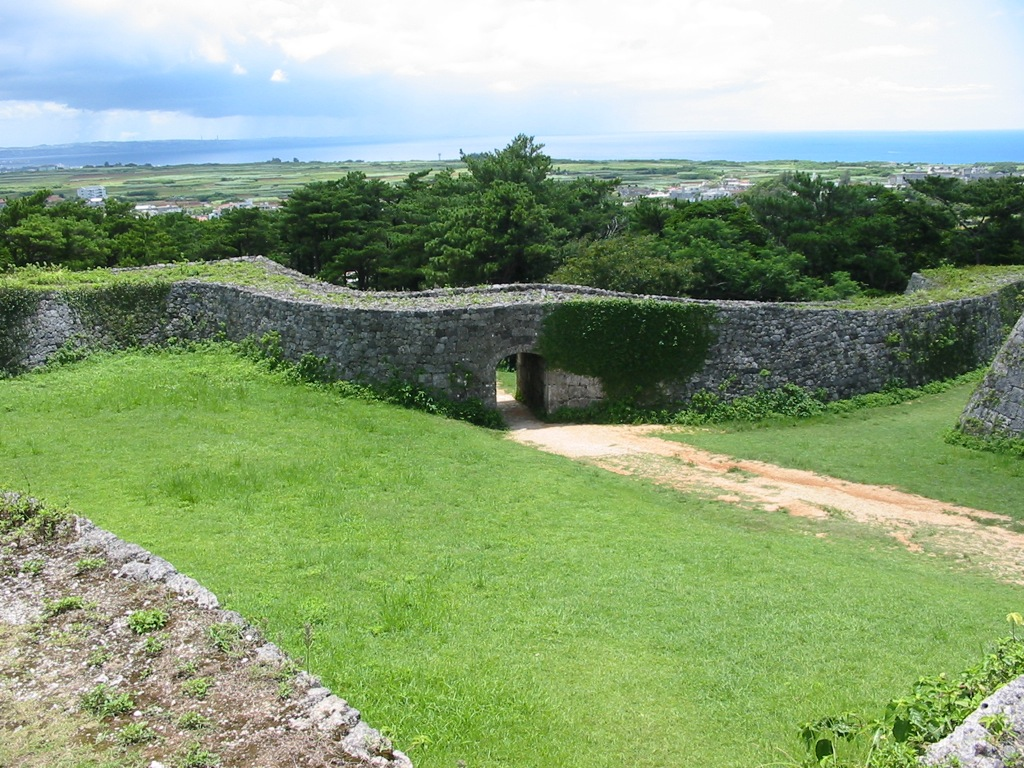
Территория внутри замка
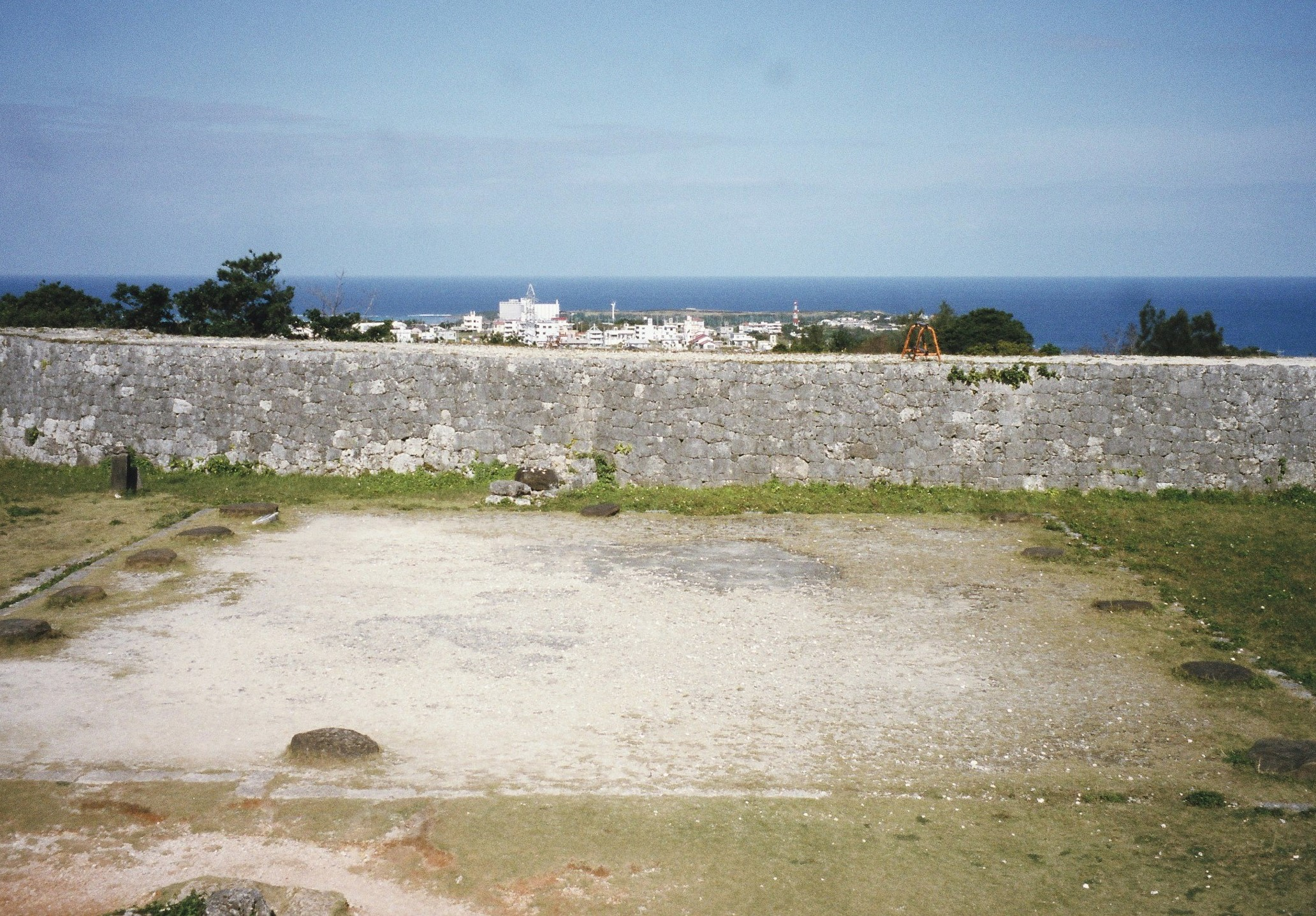
Фундамент замка